# Voran

Verschiedene Ausgaben von VORAN

Die Gruppe Voran war eine 1973 gegründete Organisation um die gleichnamige Monatszeitung (Titel bis 1992: VORAN zur sozialistischen Demokratie. Marxistische Zeitschrift in SPD, Jusos, Falken und Gewerkschaften, danach gleicher Titel ohne Bezugnahme auf sozialdemokratische Organisationen, 2002 Änderung des Titels in Solidarität).

## Geschichte und Programmatik
Die Organisation praktizierte eine entristische Strategie und arbeitete bis 1991 in der SPD und in den Jusos als offen revolutionär-marxistische Plattform. Sie war die deutsche Sektion des Komitees für eine Arbeiterinternationale (Committee for a Workers’ International - CWI). Voran bestand aus revolutionär-marxistischen (d. h. trotzkistischen) Sozialisten in der Tradition von Karl Marx, V. I. Lenin, Leo Trotzki und insbesondere Ted Grant, die die SPD als eine Arbeiterpartei mit bürgerlicher Führung sahen. Ihr Ziel war es, personelle und programmatische Alternativen zur SPD-Führung zu bilden und die Partei so zu einer Kampfpartei der Arbeiterklasse zu machen, die in der Lage ist, eine sozialistische Revolution anzuführen.
Dieses Bestreben kam im Namen der Zeitung selbst zum Ausdruck: Der Name Voran war bewusst an den Namen des SPD-Parteiorgans Vorwärts angelehnt. Voran gelang es dabei, in einigen Städten (Aachen, Kassel, Stuttgart, Bremerhaven, Rostock, teilweise Köln) eine führende Position in örtlichen Jusostrukturen zu erringen. Im Gegensatz zur Dominanz der britischen CWI-Organisation, Militant Tendency, über die Labourparty-Young-Socialists (ca. 1972–1986) gelang es Voran jedoch nie, in Juso-Landesvorständen oder auf Juso-Bundesebene erwähnenswerten Einfluss zu erlangen, 1994/95 stellte die Rostocker Voran-Gruppe jedoch zwei Mitglieder im siebenköpfigen Juso-Landesvorstand von Mecklenburg-Vorpommern. Mehr als 400 Mitglieder hat die alte Voran-Organisation zu keinem Zeitpunkt ihrer Existenz gehabt. Gleichwohl unterhielt sie einen in Köln konzentrierten Hauptamtlichen-Stab.
Als Initiatoren der Bewegung Jugend gegen Rassismus in Europa (JRE) konnten Voran und ihre europäischen Schwestersektionen mehrere tausend Jugendliche zu antifaschistischen Aktionen mobilisieren. Im August 1994 machte die JRE-Gruppe mit einem in Bayern abgehaltenen Anti-Nazi-Camp auf sich aufmerksam.
In der DDR arbeitete Voran mitunter mit dem RAJV zusammen, welcher selbst trotzkistisch, oder zumindest rätekommunistische Ansätze vertrat. Die Zusammenarbeit ging hierbei so weit, dass der RAJV in die CWI eintrat und Voran als Schwesterorganisation betrachtete. Hierbei stritten sowohl Voran als auch RAJV für eine souveräne, reformorientierte DDR während der Wende. Die RAJV ging später u. a. auch in die Sozialistische Alternative Voran auf.
1994/95 trat Voran mehrheitlich aus der SPD aus, weil die Mitglieder die Ansicht vertraten, die SPD habe sich zu einer bürgerlichen Partei entwickelt, die keinerlei Ansätze für den Aufbau einer proletarischen sozialistischen Massenpartei mehr biete. Voran gründete eine eigene Partei und nannte sich von nun an Sozialistische Alternative Voran, kurz SAV. Diese Organisation ist die deutsche Sektion der International Socialist Alternative.
Anfang 1992 wurden die Anhänger der bisherigen Taktik (vorbereitender Entrismus im Sinne des britischen Trotzkisten Ted Grant) aus der Organisation ausgeschlossen. Unter den Ausgeschlossenen befand sich auch einer der Gründer von Voran, Hans-Gerd Öfinger, der von 1973 bis 1991 als „Verantwortlicher im Sinne des Presserechts“ für die Inhalte der Zeitung verantwortlich zeichnete. Durch diese Spaltung verlor Voran über ein Drittel der Mitgliedschaft. Das Committee for a Workers' International spaltete sich gleichfalls auf Weltebene, woraus die Internationale Marxistische Tendenz (IMT) hervorgegangen ist. In Deutschland veröffentlichen die Mitglieder der IMT seit 1992 die Zeitschrift Der Funke und verblieben zunächst vollständig in SPD und Jusos. Seit dem fehlgeschlagenen SPD-Mitgliederbegehren 2002 gegen die Politik der damaligen rot-grünen Bundesregierung Schröder orientieren die Mitglieder, die sich ebenfalls als Erben von Voran betrachten, auf die Partei Die Linke und insbesondere den Jugendverband Linksjugend ['solid].
Die SAV brachte ihre Zeitung zunächst weiterhin unter dem Namen Voran heraus, nannte diese jedoch 2002 in Solidarität um.